# 今立川
今立川（いまだてがわ）は、岡山県笠岡市の東部を南流する二級河川である。

## 地理
瀬戸内丘陵を源流とし、里庄町から西流してくる支流の新庄川と合流して笠岡港付近の神島瀬戸に注ぐ。市の東部で扇状地状の三角州を形成している。
流域は、上流部が中生代の石英モンゾニ岩や花崗岩などで構成された、標高200m前後の山地となっている。下流部は沖積層や17世紀頃に干拓などによって造成された礫、砂、粘土から構成される平野であり、直線的な築堤河川となっている。また、河口付近の約2kmは海の潮汐の影響を受けており、ハゼなどが生息する。
瀬戸内海式気候に属しており、年間降水量は約1,100mmと少なく、年間平均気温は約15℃。冬季でも降雪はほとんどない。

## 生態系
流域内にはコバノミツバツツジやアカマツなどのほか、水辺にヨシ、堤防付近にヨモギ、シロツメクサなどが生えている。周辺に水田が多いためにサギ類が多く、河原にはセキレイ類も多く生息する。水中にはギンブナやメダカが見られ、河口付近の海域には天然記念物のカブトガニも生息する。